# گرینهیل
گرینهیل (انگلیسی: Greenhill & Co.) شرکت خدمات مالی آمریکایی است، که در سال ۱۹۹۶ تأسیس شد.